# Schwalbach, Saarlouis
Schwalbach là một đô thị thuộc huyện huyện Saarlouis, bang Saarland, Đức. Đô thị này có cự ly khoảng 5 km về phía đông Saarlouis, và 15 km về phía tây bắc Saarbrücken. Đô thị Schwalbach có diện tích 27,31 km2.